# Skarbimierz (gemeente)

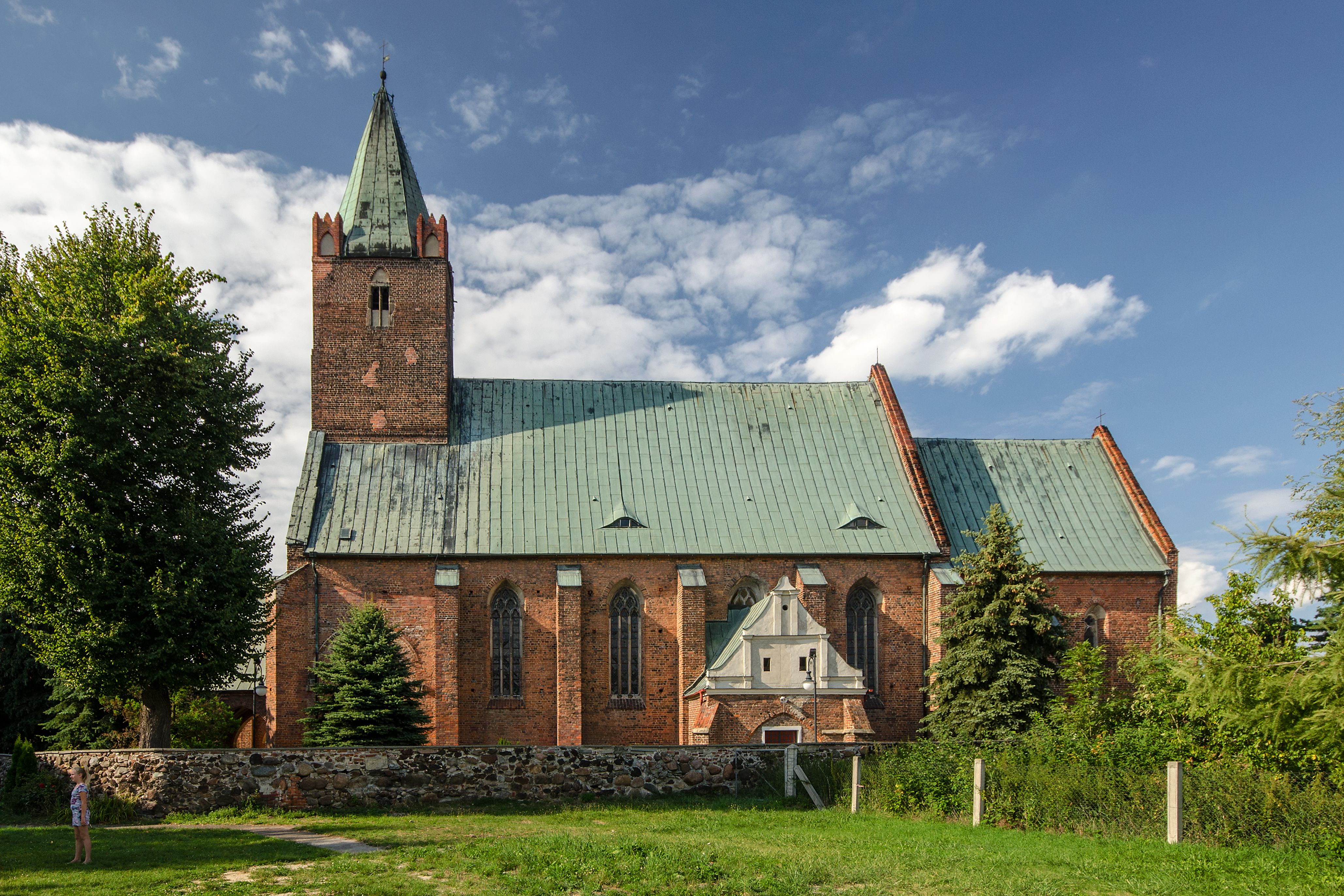
Kerk van Skarbimierz

De gemeente Skarbimierz (tot 2002 gmina Brzeg) is een landgemeente in het Poolse woiwodschap Opole, in powiat Brzeski (Opole).
De zetel van de gemeente is in Skarbimierz Osiedle (daarvoor Brzeg).
Op 30 juni 2004 telde de gemeente 7143 inwoners.

## Oppervlakte gegevens
In 2002 bedroeg de totale oppervlakte van gemeente Skarbimierz 110,5 km², waarvan:
- agrarisch gebied: 76%
- bossen: 4%

De gemeente beslaat 12,61% van de totale oppervlakte van de powiat.

## Demografie
Stand op 30 juni 2004:
| Omschrijving                   | Totaal | Totaal | Vrouwen | Vrouwen | Mannen | Mannen |
| ------------------------------ | ------ | ------ | ------- | ------- | ------ | ------ |
| eenheid                        | aantal | %      | aantal  | %       | aantal | %      |
| inwoners                       | 7143   | 100    | 3556    | 49,8    | 3587   | 50,2   |
| bevolkingsdichtheid (inw./km²) | 64,6   | 64,6   | 32,2    | 32,2    | 32,5   | 32,5   |

In 2002 bedroeg het gemiddelde inkomen per inwoner 1415,37 zł.

## Aangrenzende gemeenten
Lewin Brzeski, Lubsza, Olszanka, Oława, Popielów, Brzeg

## Geschiedenis
Vóór 1945 heette de plaats Hermsdorf.
De gemeente bestaat uit 15 Ortsteilen (tussen haakjes de oude Duitse naam)
| - Bierzów (Bärzdorf) - Brzezina (Briesen) - Kopanie (Koppen) - Kruszyna (Schönau) - Lipki (Linden) | - Łukowice Brzeskie (Laugwitz) - Małujowice (Mollwitz) - Pawłów - Pępice (Pampitz) - Prędocin (Pramsen) | - Skarbimierz (Hermsdorf) - Skarbimierz Osiedle - Zielęcice (Grüningen) - Zwanowice (Schwanowitz) - Żłobizna (Schüsselndorf) |